# Jaime Lopez
Jaime C. Lopez (Manilla, 28 januari 1934 – Muntinlupa, 14 juli 2011), was een Filipijns politicus. Lopez was zes termijnen lang lid van het Filipijnse Huis van Afgevaardigden. Zijn broer Mel Lopez was burgemeester van Manilla en zijn zoon Carlo Lopez werd net als zijn vader gekozen als afgevaardigde.

## Biografie
Jaime Lopez werd geboren op 28 januari 1934 als zoon van Gemiliano C. Lopez sr. en Carmen Campos. Hij studeerde rechten aan de University of the Philippines (UP). Na het behalen van zijn Bachelor-diploma aan de UP vervolgde hij zijn studie in de Verenigde Staten, en behaalde hij in 1961 zijn Master-diploma rechten aan de New York University. 
Bij de eerste verkiezingen na de val van president Ferdinand Marcos werd Lopez bij de verkiezingen van 1987 gekozen als afgevaardigde voor het 2e kiesdistrict van Manilla. De verkiezingen daarop, in 1992 en 1995 werd hij herkozen. Na een korte pauze, omdat de Filipijnse Grondwet verbiedt dat afgevaardigde zich meer dan drie maal achtereen verkiesbaar stellen, werd hij in 2001, 2004 en 2007 opnieuw drie maal tot afgevaardigde gekozen. In al zijn termijnen in het huis was Lopez afgevaardigde van het jaar, vanwege de vele wetsvoorstellen die hij indiende. Als voorzitter van de Commissie voor Banken en Financiële intermediairs werkte hij mee aan wetgeving om de financiële instanties van de Filipijnen te versterken. Een van de wetten waar hij mede voor verantwoordelijk was, is Republic Act 9160, een wet die het witwassen van geld moest tegengaan.
Lopez overleed op 14 juli 2011 in het Asian Hospital and Medical Center in Muntinlupa aan de gevolgen van complicaties na een hartoperatie.

## Bron
- (en)  Ex-Manila congressman Jaime Lopez dies, abs-cbnNEWS.com (15 juli 2011)
- (en)  A tribute to Manila Representative Atty. Jaime C. Lopez on his legacy of service to the nation, The Manila Bulletin (20 juli 2011)